# Эрнандес, Дарвинсон
Дарвинсон Давид Эрнандес Афанадор (исп. Darwinzon David Hernández Afanador, 17 декабря 1996, Сьюдад-Боливар) — венесуэльский бейсболист, питчер клуба Главной лиги бейсбола «Бостон Ред Сокс».

## Карьера
Дарвинсон Эрнандес родился 17 декабря 1996 года в Сьюдад-Боливаре. В детстве он занимался футболом, болел за «Барселону» и Лео Месси. В бейсбол он начал играть в возрасте пятнадцати лет по настоянию матери. В августе 2013 года Эрнандес в статусе международного свободного агента подписал профессиональный контракт с клубом «Бостон Ред Сокс». Заключение соглашения было отложено из-за травмы локтя, по этой причине бонус игроку составил всего 7,5 тысяч долларов.
Профессиональную карьеру Дарвинсон начал в составе фарм-команды «Ред Сокс» в Доминиканской летней лиге. Там он отыграл сезоны 2014 и 2015 годов. В 2016 году он выступал на уровне A-лиги за «Лоуэлл Спиннерс». К этому моменту скорость его фастбола превысила 90 миль в час, другими подачами в его арсенали были кервбол и чейндж-ап. При этом у Эрнандеса были проблемы с контролем мяча, в среднем за 9 иннингов он позволял 4,5 уока. Частично он решил их в 2017 году, когда играл за «Гринвилл Драйв» в Южно-Атлантической лиге. Тогда же Дарвинсон начал использовать каттер и слайдер.
В 2018 году Эрнандерс выступал за «Сейлем Ред Сокс» и «Портленд Си Догз». Осенью он играл за фарм-клуб в Аризонской лиге, где провёл 11,1 иннингов с пропускаемостью 1,95. Различные издания включали Дарвинсона в число ведущих проспектов системы «Бостона». В ноябре он был включён в расширенный состав клуба. Президент «Ред Сокс» по бейсбольным операциям Дэйв Домбровски отмечал, что в клубе видят Эрнандеса одним из питчеров стартовой ротации, хотя при необходимости он может быть задействован как реливер. В основном составе «Ред Сокс» он дебютировал 23 апреля 2019 года. Затем Дарвинсон провёл семь матчей за Портленд, а в мае был вновь возвращён в главную команду, где заменил Колтона Брюэра. Всего в регулярном чемпионате он сыграл в 29 матчах, потерпев одно поражение и сделав 57 страйкаутов. 
Перед началом сезона 2020 года Эрнандесу диагностировали COVID-19, из-за чего он пропустил подготовительный период. Осенью он получил травму плеча и был включён в список травмированных, вернувшись на поле только на последние десять дней регулярного чемпионата. Несмотря на проблемы со здоровьем, Дарвинсон смог принять участие в семи играх «Ред Сокс», провёл на поле 8,1 иннингов с пропускаемостью 2,16, одержал одну победу и сделал 13 страйкаутов.